# Бой при Паркумяки
Бой при Паркумяки (фин. Parkumäen taistelu; швед. Slaget vid Parkumäki) — одно из сражений во время Русско-шведской войны 1788—1790 годов. Состоялось 21 июля 1789 года и закончилось победой шведской армии.
В то время, когда русский генерал Иван Михельсон отступил со своим отрядом, шведский командующий Курт фон Стедингк с силами в 1260 человек начал своё наступление на позиции отряда Вильгельма Шульца у деревни Паркумяки. Подполковник Георг Хенрик Ягерхорн, герой первого сражения при Парасальми, провёл рекогносцировку. Целью операции было застать русских утром врасплох, атаковав холм, на котором располагался их лагерь, одновременно с разных направлений.
Сам фон Стедингк повел два пехотных полка по боковым дорогам и хребту позади русских. В то же время со стороны дороги к лагерю подошли артиллерия и ещё один пехотный полк. В результате внезапной атаки противник оказался между двух огней, и шведы захватили русский лагерь. Остатки отряда Шульца, потеряв пушки и обоз, отступили через границу.
Потери русских составили 200 убитых, 130 раненых и 625 пленных. Потери шведов составили 186 раненых и убитых человек.
Бой при Паркумяки стал первой наступательной победой шведской армии над русскими со времен короля Карла XII. После этого сражения Курт фон Стедингк получил звание генерал-майора, и по приказу короля отпраздновали богослужениями во всех церквях Швеции и Финляндии.

## Примечание
1. ↑  Брикнер А. Г. Война России с Швецией в 1788-1790 годах. — СПб.: печ. В. Головина, 1869. — С. 184. — 305 с.
2. ↑  Mäntylä Ilkka, Kustavilainen aika, teoksesta Suomen historian pikkujättiläinen, WSOY 1987.